# 官獻瑤
官献瑶（1703年—1782年），字瑜卿，号石溪。福建安溪还二里福春乡（今安溪县长坑乡福春村）人。

## 生平
乾隆四年(1739年)，中二甲第二名进士，选庶吉士，授编修。乾隆九年(1744年)，奉命主持浙江乡试。不久，提督广西学政。乾隆十二年提督陕甘学政。任满归。八十岁时去世。

## 著作
官献瑶著有《读易偶记》3卷、《尚书偶记》2卷、《尚书讲稿、思问录》1卷、《读诗偶记》2卷、《周官偶记》6卷、《仪礼读》3卷、《丧服私钞并杂说》1卷、《春秋传习录》5卷、《孝经刊误》1卷、文集6卷、诗集2卷。